# 1766 w polityce

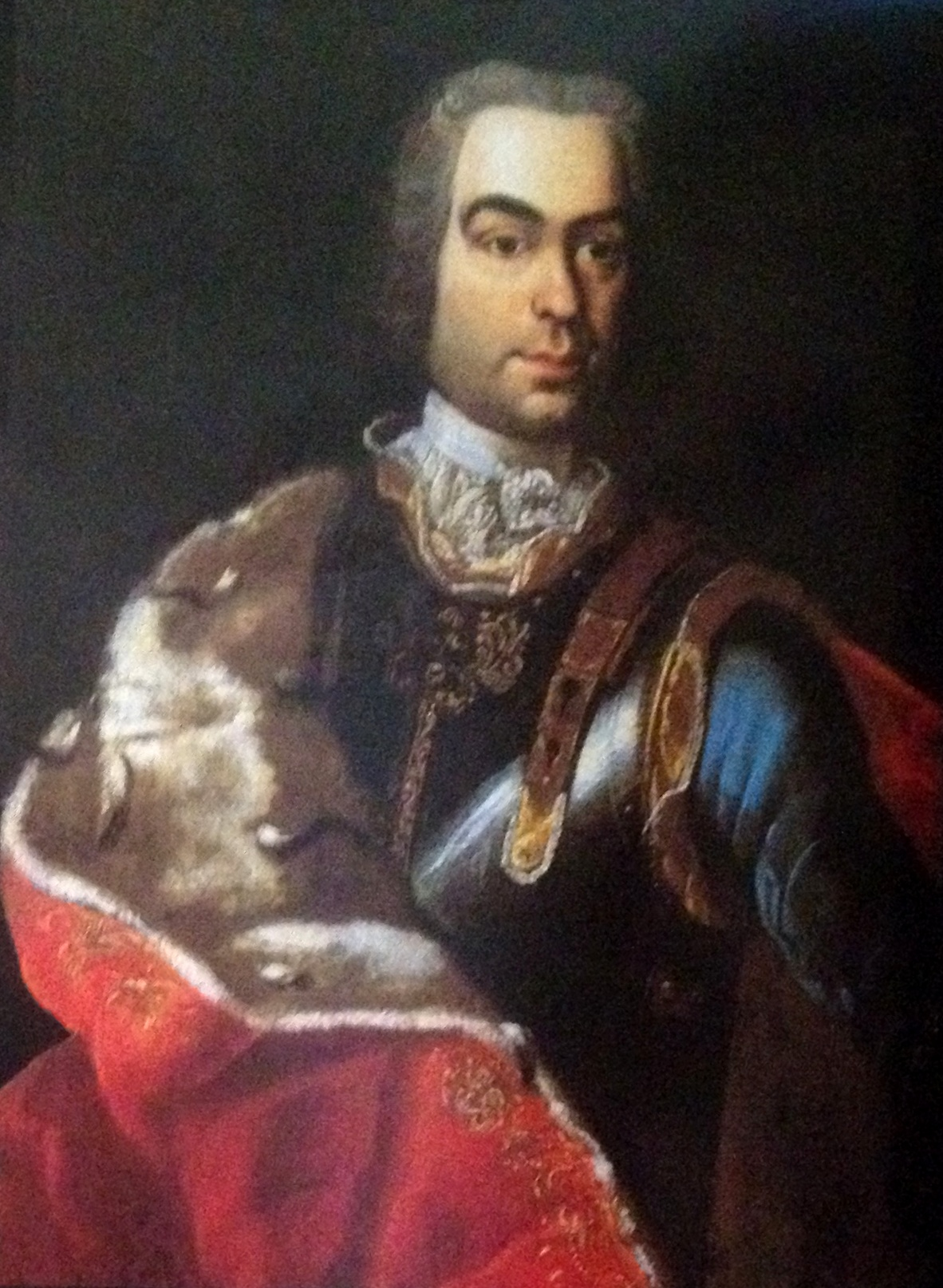
Emanuel Bragança

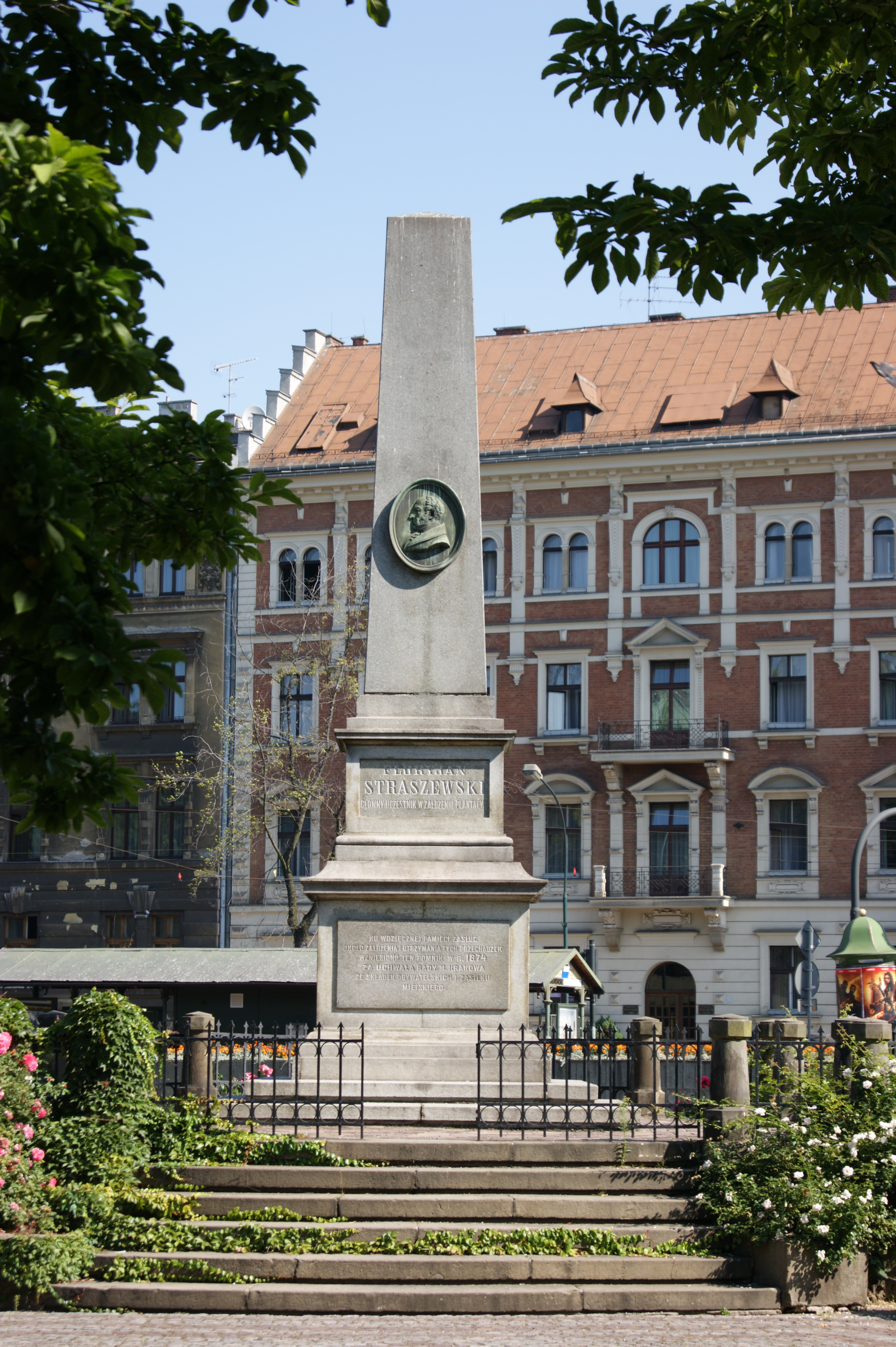
Pomnik Floriana Straszewskiego na Plantach w Krakowie

Wydarzenia polityczne w 1766 roku.

## Urodzili się
- 2 września Florian Straszewski, działacz społeczny[1].

## Zmarli
- 23 lutego Stanisław Leszczyński, król Polski[2].
- 3 sierpnia Emanuel Bragança, portugalski książę, syn Piotra II Spokojnego[3].